# 脂肪と言う名の服を着て
『脂肪と言う名の服を着て』（しぼうというなのふくをきて）は、安野モヨコによる日本の漫画作品。ダイエットをテーマに描かれている。

## 概要
『週刊女性』（主婦と生活社）1996年6月4日号から1997年9月9日号まで「やせなきゃダメ！」のタイトルで連載され、後に単行本化に伴い現在のタイトルに改題された。また、単行本化と前後し、同社のヤング・レディース誌『ヤング・ベリー』1997年12月号にクライマックスを補完する完結編の読みきりが掲載された（こちらは単行本には未収録であった）。
2002年、祥伝社より、完結編の読みきり分も併せて収録された『脂肪という名の服を着て 完全版』が出版された。

## あらすじ
肥満気味のOL・のこは、恋人の斉藤を同僚のマユミに寝取られたことから「痩せればきれいになれる、痩せれば幸せになれる」と思い、謎の老人から与えられた大金でエステに通い始める。しかし同僚の仕事のミスを被らされた挙句、陰湿なパワハラを受け、斉藤との関係も悪化。そのストレスで食欲を抑え切れず過食嘔吐に陥る。かくして病的なまでの痩身となったのこだが、状況は却って悪くなる一方だった。

## 登場人物
花沢 のこ（はなざわ　のこ）
幼い頃から自己主張が出来ない性格が災いして影が薄く、そのストレスを食べることにより紛らわせていたため肥満体型である。地味で陰気な性格の持ち主で、会社では浮いている。パワハラを受けた末、マユミが起こした犯罪に巻き込まれたことで退職した。完結編の読みきりにおいて、最終的には拒食症を患うようになった。
橘 マユミ（たちばな　まゆみ）
のこの同僚。美しい容貌だが性格は歪んでおり、弱い者いじめ（職場いじめ）の常習犯。「デブの女」であるのこを目の仇にしており、のこを苦しめる目的で斉藤に近づき寝取り、同僚のミスをのこに押し付ける。会社の金を横領し、その罪をのこと田端に押し付けようとするが失敗、田端の内部リークもあり結果的に退社し国外逃亡した。
斉藤 利彦（さいとう　としひこ）
のこの恋人。商社勤務のサラリーマンで、劣等感を覚えずに済むという理由でのこと8年間付き合っていたが、マユミに誘惑されて心変わりする。後に別の女性と婚約した。
田端（たばた）
のこの同僚。歯並びが悪く醜い容貌で陰険であるため、同僚からは嫌われている。自分をいじめていたマユミに憎悪の念を持つ。新興宗教に帰依していると思われる言動が目立つ。
藤本（ふじもと）
のこがたまたまテレクラに電話して出会った謎の老人。肥満嗜好であり、一度の情交の代償にのこに大金を託す。
キヨ、とも
エステサロン「スーパースリムセンター」のエステティシャン。レズビアンであり恋人同士でもある。

## 書誌情報
- 脂肪と言う名の服を着て
主婦と生活社・GIGAコミックス　1997年11月　ISBN 4391920395
- 脂肪と言う名の服を着て　完全版
祥伝社・FEELコミックス　2002年7月　ISBN 4396762798
- 脂肪と言う名の服を着て 完全版
文春文庫　2009年10月　ISBN 4167777010
- プレイボーイ団地 / 脂肪と言う名の服を着て
安野モヨコ選集　小学館　2024年8月　ISBN 9784778033521